# 야마토촌 (에히메현)
야마토촌(大和村)은 에히메현 기타군에 설치된 촌이다. 